# الانتخابات الرئاسية السلفادورية 1915

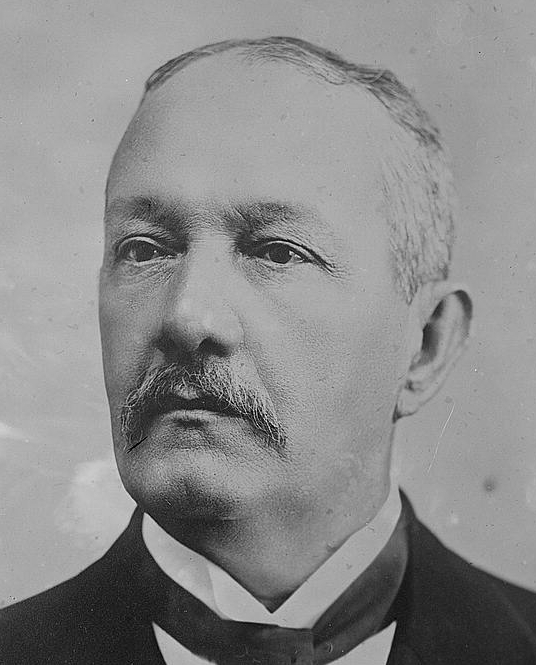
كارلوس ميلينديز راميريز.

أجريت الانتخابات الرئاسية في السلفادور في 12 يناير 1915 وكان كارلوس ميلينديز راميريز المرشح الوحيد، وانتخب من دون معارضة.